# Schloss Biesdorf
Schloss Biesdorf er et slot i Biesdorf, Berlin, Tyskland. 
Slottet blev opført som Turmvilla i senklassicistisk stil i 1868 på et tidligere riddergods. Ejere af slottet har inkluderet Werner og Wilhelm von Siemens. Slottet, som gennem arkitekterne Walter Gropius, Heino Schmieden og senere Theodor Astfalck har fået sit markante udseende, kom i bystaten Berlins besiddelse i 1927. Herresædet, slotsparken m.v. er fredet siden 1979.

## Eksterne links
- Wikimedia Commons har flere filer relateret til Schloss Biesdorf
- http://www.linie7.de/cp11.htm Arkiveret 26. oktober 2005 hos  Wayback Machine Historie
- http://www.linie7.de/cp20.htm Arkiveret 26. oktober 2005 hos  Wayback Machine Billeder af slottet

52°30′35″N 13°33′27″Ø / 52.5097°N 13.5575°Ø